# Pat Noonan
Pat Noonan (Ballwin, Missouri, 2 de agosto de 1980) é um futebolista estadunidense.

## Carreira
Começou a jogar futebol na universidade de Indiana em 1999 e pela equipe universitária marcou 48 gols e fez 31 assistências. Em 2002, teve rápida passagem pela equipe do Michigan Bucks e, em 2003, é contratado pela equipe do New England Revolution, onde ficou até 2007 quando ganhou seu primeiro título pelos Revs, a US Open Cup e foi escolhido como o melhor jogador da competição. Em 2008, transferiu para o Aalesunds FK da Noruega, mas não se adaptou e volto em seguida para a MLS para jogar no Columbus Crew. Marcou seu primeiro gol por sua nova equipe em 13 de setembro de 2008 contra o Toronto FC, que deu o título da Trillium Cup ao time. Nesse mesmo ano também conquistou a MLS Supporters' Shield e a MLS Cup. Em 2009, jogou pelo Colorado Rapids. Em 2010, foi para o Seattle Sounders FC onde ganhou a US Open Cup nesse mesmo ano e em 2011.

### Seleção dos EUA
Pela Seleção dos EUA fez sua estréia em 2004, jogou 12 partidas, marcou um gol e conquistou a Copa Ouro da CONCACAF em 2005.

## Equipes
- Michigan Bucks: 2002
- New England Revolution: 2003-2007
- Aalesunds FK: 2008
- Columbus Crew: 2008
- Colorado Rapids: 2009
- Seattle Sounders FC: 2010–2011
- Los Angeles Galaxy: 2012

## Títulos
Seleção dos EUA
- Copa Ouro da CONCACAF: 2005

 New England Revolution
- US Open Cup: 2007

 Columbus Crew
- MLS Cup: 2008
- MLS Supporters' Shield: 2008
- Trillium Cup: 2008

 Seattle Sounders FC
- US Open Cup: 2010, 2011

 Los Angeles Galaxy
- MLS Cup: 2012